# Walter McDaniel
Walter McDaniel   (Harlem, 1971) és un dibuixant de còmics estatunidenc que ha contribuït a títols com Deadpool, Wolverine, Deathlok, Spider-Man i Batman. És el fundador i CEO de Red Dragon Media (赤龙世漫), un estudi d'animació amb seu a Pequín.

###### Còmics Marvel
- Deadpool núm.14-21, núm.23-25, núm.27 (artista principal)
- Anual de Wolverine núm.1
- Punisher (especial "Back to School")
- Deathlok núm.16-21, núm.23-25, núm.27 (artista principal)
- Gambit Anual núm.1
- Capità Amèrica - Sentinel of Liberty
- Kazar Anual núm.1
- Spider-Man núm.255-258[2]
- Annex
- X-Men

Fonts:

###### DC Còmics
- Lobo Anual
- Batman ("Joker's Last Laugh" núm.3)
- Fonts:[4]

###### Còmics d'imatge
- Shadow Hawk núm.13 i especial núm.1
- El Pacte núm.1-3

###### Hasbro
- GI Joe (disseny de joguines)
- Transformadors
- Valor contra Venom

###### Mattel
- Hot Wheels (autopista 25)

###### Còmics de Knightstone
- Tekken 2
- Tekken Saga, un còmic basat en la popular franquícia de jocs de lluita de Namco

###### Altres editorials
- Vampirella (artista de portada)
- Earth 4 (llapis; Earth 4 és el volum 2 d' Urth 4 i publicat per Continuity Comics el 1993)

###### Jocs de Midway
- Còmic de Mortal Kombat

###### Entreteniment d'horitzons infinits
- Còmics de Stark Raven